# Folklore (Taylor Swift)
Folklore è l'ottavo album in studio della cantautrice statunitense Taylor Swift, pubblicato il 24 luglio 2020 dalla Republic.

## Antefatti e pubblicazione
Folklore è stato interamente scritto e registrato nel periodo di isolamento dovuto alla pandemia di COVID-19. Taylor Swift ha affermato di aver inserito «capricci, sogni, paure e riflessioni» nell'album, collaborando con alcuni dei suoi «eroi musicali». A fine aprile si è messa in contatto con Aaron Dessner, membro dei National, che ha contribuito ad undici tracce, mentre le restanti cinque sono state scritte con Jack Antonoff, William Bowery e Bon Iver.
L'album è stato annunciato dalla stessa cantante sui social network 16 ore prima della sua distribuzione ufficiale. Durante la première di Cardigan su YouTube, Swift ha rivelato di aver inserito easter egg nei testi delle canzoni anziché nei video musicali, ideando personaggi, temi ricorrenti ed un triangolo amoroso. La stessa cantante ha descritto Folklore come «malinconico e pieno di evasione», «triste, bello, tragico», paragonandolo ad un album fotografico ed alle storie dietro le immagini. La prima traccia ad essere scritta è stata My Tears Ricochet.

## Copertina e versioni
La foto di copertina dell'album è stata scattata dall'artista Beth Garrabrant. Oltre all'edizione standard, sono state realizzate otto versioni deluxe dell'album, tutte contenenti la traccia bonus The Lakes, ciascuna con una copertina differente.

## Descrizione
Le canzoni August, Betty e Cardigan raccontano le vicende di un triangolo amoroso giovanile frutto dell'immaginazione di Swift, che comprende Betty, James e una ragazza dal nome non citato. La canzone the last great american dynasty racconta la storia di Rebekah Harkness e della sua villa, acquistata da Taylor nel 2013.

## Promozione
In seguito alla scelta di posticipare il Lover Fest a causa della pandemia di COVID-19, l'artista ha scelto di pubblicare folklore al fine di poter promuovere entrambi i progetti durante il tour.
Lo stesso giorno dell'uscita dell'album è stato reso disponibile il video del singolo apripista Cardigan. Il secondo singolo estratto, Exile, è stato reso disponibile per l'adult alternative rock statunitense a partire dal 3 agosto 2020.
Il 24 novembre 2020 Swift ha annunciato di aver realizzato un documentario intitolato Folklore: The Long Pond Studio Sessions e pubblicato il giorno seguente su Disney+, in cui parla dello sviluppo e del significato di tutte le canzoni, mentre le interpreta per la prima volta dal vivo insieme al team che le ha prodotte a distanza.

## Accoglienza
| Recensione           | Giudizio |
| -------------------- | -------- |
| AllMusic             |          |
| Clash                | 9/10     |
| Consequence          | A–       |
| Entertainment Weekly | A        |
| Exclaim!             | 7/10     |
| musicOMH             |          |
| NME                  |          |
| Paste                | 8,7/10   |
| Pitchfork            | 8/10     |
| PopMatters           | 8/10     |
| Rolling Stone        |          |
| Slant Magazine       |          |
| Sputnikmusic         |          |
| The A.V. Club        | B+       |
| The Daily Telegraph  |          |
| The Guardian         |          |
| The Independent      |          |
| The Line of Best Fit | 9/10     |
| The Times            |          |

Folklore è stato acclamato dalla critica specializzata. Su Metacritic, sito che assegna un punteggio normalizzato su 100 in base a critiche selezionate, l'album ha ottenuto un punteggio medio di 88 basato su ventisette critiche.

### Riconoscimenti di fine anno
- 1º — Billboard[52]
- 1º — Insider Inc.[53]
- 1º — Los Angeles Times[54]
- 1º — NJ.com[55]
- 1º — Rolling Stone[56]
- 1º — Time[57]
- 1º — Uproxx[58]
- 1º — USA Today[59]
- 1º — Us Weekly[60]
- 1º — Variety (Chris Willman)[61]
- 2º — Idolator[62]
- 2º — musicOMH[63]
- 2º — NME[64]
- 2º — People[65]
- 2º — PopBuzz[66]
- 2º — The Mercury News[67]
- 2º — Vogue India[68]
- 2º — Yahoo![69]
- 3º — Genius[70]
- 3º — Gigwise[71]
- 3º — NPR (Lyndsey McKenna)[72]
- 4º — Our Culture Mag[73]
- 4º — Slant Magazine[74]
- 4º — The Irish Times[75]
- 4º — The New York Times (Jon Pareles)[76]
- 4º — The Observer[77]
- 4º — Variety (Andrew Barker)[61]
- 5º — Entertainment Weekly[78]
- 5º — Stereogum[79]
- 5º — Tampa Bay Times[80]
- 5º — The Plain Dealer[81]
- 6º — NPR (Stephen Thompson)[72]
- 6º — The A.V. Club[82]
- 6º — The Philadelphia Inquirer[83]
- 7º — Banquet Records[84]
- 7º — DIY[85]
- 7º — Good Morning America[86]
- 8º — 3VOOR12[87]
- 8º — Associated Press[88]
- 8º — Dork[89]
- 8º — Metacritic[90]
- 8º — The Beaver County Times[91]
- 8º — The San Diego Union-Tribune[92]
- 9º — Financial Times[93]
- 9º — GQ[94]
- 9º — Journal Star[95]
- 9º — The Guardian[96]
- 10º — Gaffa[97]
- 10º — The Independent[98]
- 11º — Humo[99]
- 11º — Slate[100]
- 11º — The New York Times (Lindsay Zoladz)[76]
- 12º — Spectrum Culture[101]
- Top 12 — The Boston Globe[102]
- 13º — Clash[103]
- 13º — Complex[104]
- Top 15 — Time Out[105]
- 16º — PopSugar[106]
- Top 16 — The Atlantic[107]
- 17º — PopMatters[108]
- 17º — Sonic[109]
- 18º — Esquire UK[110]
- 18º — OOR[111]
- 20º — Radio New Zealand[112]
- Top 20 — What Hi-Fi?[113]
- 22º — Exclaim![114]
- 23º — Nothing but Hope and Passion[115]
- Top 25 — PopCrush[116]
- 26º — Mondosonoro[117]
- 27º — Consequence[118]
- 29º — Pitchfork[119]
- Top 30 — Glamour[120]
- Top 30 — The New Yorker (Sheldon Pearce)[121]
- 31º — Mojo[122]
- 32º — The Line of Best Fit[123]
- 97º — Vice[124]
- Meglio del 2020 — 34th Street Magazine[125]
- Meglio del 2020 — AllMusic[126]
- Meglio del 2020 — American Songwriter[127]
- Meglio del 2020 — BBC[128]
- Meglio del 2020 — Esquire[129]
- Meglio del 2020 — Evening Standard[130]
- Meglio del 2020 — Herald Sun[131]
- Meglio del 2020 — KIIS-FM (Tanya Rad)[132]
- Meglio del 2020 — Nylon (Lauren Maccarthy)[133]
- Meglio del 2020 — Nylon (Tanisha Pina)[133]
- Meglio del 2020 — Scoop[134]
- Meglio del 2020 — ShondaLand[135]
- Meglio del 2020 — The Economist[136]
- Meglio del 2020 — The Nation[137]
- Meglio del 2020 — Vulture[138]
- Meglio del 2020 — Wonderland[139]

## Tracce
Testi e musiche di Taylor Swift e Aaron Dessner, eccetto dove indicato.
1. The 1 – 3:30
2. Cardigan – 3:59
3. The Last Great American Dynasty – 3:51
4. Exile (feat. Bon Iver) – 4:45 (Taylor Swift, William Bowery, Justin Vernon)
5. My Tears Ricochet – 4:15 (Taylor Swift)
6. Mirrorball – 3:29 (Taylor Swift, Jack Antonoff)
7. Seven – 3:28
8. August – 4:21 (Taylor Swift, Jack Antonoff)
9. This Is Me Trying – 3:15 (Taylor Swift, Jack Antonoff)
10. Illicit Affairs – 3:10 (Taylor Swift, Jack Antonoff)
11. Invisible String – 4:12
12. Mad Woman – 3:57
13. Epiphany – 4:49
14. Betty – 4:54 (Taylor Swift, William Bowery)
15. Peace – 3:54
16. Hoax – 3:40

Traccia bonus nell'edizione deluxe
1. The Lakes – 3:32 (Taylor Swift, Jack Antonoff)

DVD bonus nell'edizione deluxe giapponese
1. Cardigan (Official Music Video)
2. The 1 (Lyric Video)
3. Cardigan (Lyric Video)
4. The Last Great American Dynasty (Lyric Video)
5. Exile (Lyric Video)
6. My Tears Ricochet (Lyric Video)
7. Mirrorball (Lyric Video)
8. Seven (Lyric Video)
9. August (Lyric Video)
10. This Is Me Trying (Lyric Video)
11. Illicit Affairs (Lyric Video)
12. Invisible String (Lyric Video)
13. Mad Woman (Lyric Video)
14. Epiphany (Lyric Video)
15. Betty (Lyric Video)
16. Peace (Lyric Video)
17. Hoax (Lyric Video)

## Formazione
Musicisti
- Taylor Swift – voce
- Aaron Dessner – pianoforte (tracce 1-4, 7, 11-16), chitarra acustica (tracce 1, 7, 11, 12, 16), chitarra elettrica (tracce 1-4, 11-14, 16), programmazione della batteria (tracce 1-4, 7, 11 e 12), mellotron (tracce 1, 2, 11, 13, 15), OP1 (tracce 1, 4, 16), basso synth (tracce 1 e 16), percussioni (tracce 2-4, 7, 11, 12 e 14), basso (tracce 2, 3, 7, 11, 12, 14 e 15), sintetizzatore (tracce 2-4, 7, 11-13, 15), slide guitar e tastiera (traccia 3), field recording e bordone (traccia 15)
- Bryce Dessner – orchestrazione (tracce 1-4, 7, 11-13)
- Thomas Bartlett – sintetizzatore e OP1 (traccia 1)
- Jason Treuting – percussioni (traccia 1)
- Yuki Numara Resnick – viola e violino (tracce 1, 2, 7, 11-13)
- Benjamin Lanz – sintetizzatore modulare (traccia 2)
- Dave Nelson – trombone (tracce 2, 13)
- James McAlister – programmazione della batteria (tracce 2, 11), programmazione base musicale, sintetizzatore e percussioni a mano (traccia 12)
- Clarice Jensen – violoncello (tracce 2, 7, 11-13)
- Rob Moose – orchestrazione (tracce 3, 16), violino e viola (tracce 3, 4, 16)
- JT Bates – batteria (tracce 3, 7, 13)
- Justin Vernon – voce (traccia 4)
- Jack Antonoff – batteria, percussioni e chitarra elettrica (tracce 5, 6, 8-10, 14 e 17), programmazione e tastiera (tracce 5, 6, 8-10, 17), pianoforte (tracce 5 e 17), basso (tracce 5, 8-10, 14), cori (tracce 5, 6, 9, 10 e 17), chitarra acustica (traccia 6, 8 e 14), B3 (traccia 6), organo (tracce 9 e 14), mellotron (traccia 14)
- Evan Smith – sassofono (tracce 5, 8-10, 14 e 17), tastiera (tracce 5 e 9), programmazione (traccia 5), flauto (tracce 8 e 17), chitarra elettrica (tracce 8 e 10), tastiera (tracce 8, 10 e 17), fisarmonica e cori (traccia 10), clarinetto (tracce 14 e 17), basso (traccia 17)
- Bobby Hawk – strumenti ad arco (tracce 5, 8, 9 e 17)
- Bryan Devendorf – programmazione della batteria (traccia 7)
- Jonathan Low – basso synth (traccia 8)
- Mikey Freedom – pedal steel guitar (tracce 10, 14), mellotron, wurlitzer, clavicembalo, vibrafono e chitarra elettrica (traccia 14)
- Kyle Resnick – tromba (traccia 13)
- Josh Kaufman – armonica, chitarra elettrica e lap steel guitar (traccia 14)
- Justin Vernon – pulse (traccia 15)

Produzione
- Taylor Swift – produzione esecutiva, produzione (tracce 5, 6, 8-10, 14 e 17)
- Randy Merrill – mastering
- Aaron Dessner – produzione e registrazione (tracce 1-4, 7, 11-16), registrazione aggiuntiva (tracce 2 e 11)
- Jonathan Low – registrazione (tracce 1-4, 7, 11-16), missaggio (tracce 1-4, 7, 8, 11, 15-17), registrazione basso synth (traccia 8)
- Laura Sisk – registrazione voce (tracce 1-4, 13, 15-16), registrazione (tracce 5, 6, 8-10, 14)
- Thomas Bartlett – registrazione sintetizzatore e OP1 (traccia 1)
- Jason Treuting – registrazione percussioni (traccia 1)
- Kyle Resnick – registrazione viola e violino (tracce 1, 2, 7, 11-13), registrazione tromba (traccia 13)
- Bella Blasko – registrazione aggiuntiva e registrazione sintetizzatore modulare (traccia 2)
- Dave Nelson – registrazione trombone (tracce 2 e 13)
- James McAlister – registrazione programmazione della batteria (tracce 2 e 11), registrazione programmazione base musicale, sintetizzatore e percussioni a mano (traccia 12)
- Clarice Jensen – registrazione violoncello (tracce 2, 7, 11-13)
- JT Bates – registrazione batteria (tracce 3, 7 e 13)
- Rob Moose – registrazione violino e viola (tracce 3, 4 e 16)
- Justin Vernon – registrazione voce (traccia 4), registrazione pulse (traccia 15)
- Jack Antonoff – produzione e registrazione (tracce 5, 6, 8-10, 14 e 17)
- John Rooney – assistenza tecnica (tracce 5, 9 e 14)
- Jon Sher – assistenza tecnica (tracce 5 e 9)
- Șerban Ghenea – missaggio (tracce 5, 6, 9, 10, 12-14)
- John Hanes – assistenza al missaggio (tracce 5, 6, 9, 10, 12-14)
- Lorenzo Wolff – registrazione strumenti ad arco (tracce 5 e 9)
- Bryan Devendorf – registrazione programmazione della batteria (traccia 7)
- Mike Williams – registrazione strumenti ad arco (tracce 8 e 17)
- Jon Gautier – registrazione strumenti ad arco (tracce 8 e 17)
- Benjamin Lanz – registrazione trombone (traccia 13)
- Josh Kaufman – registrazione armonica, chitarra elettrica e lap steel guitar (traccia 14)

## Successo commerciale
Con più di 80,6 milioni di riproduzioni in streaming accumulate nel corso del suo primo giorno di disponibilità, Folklore ha infranto il record, precedentemente detenuto da Thank U, Next di Ariana Grande, per il maggior numero di stream ottenuti in tale arco di tempo su Spotify per un album di un'artista femminile.
Secondo la Republic Records, il disco ha venduto 1,3 milioni di copie globalmente nelle sue prime 24 ore della messa in commercio. Negli Stati Uniti d'America Billboard ha confermato che ha superato le 500 000 unità equivalenti (di cui 400 000 in copie pure) a soli tre giorni dopo della sua uscita, rendendolo il miglior debutto settimanale per un album nel paese dal disco precedente della medesima cantante, Lover.
A dicembre 2020, sempre secondo la Republic Records, il disco ha venduto più di 4 milioni di unità a livello globale. Secondo l'International Federation of the Phonographic Industry, invece, folklore è risultato il 9º album più venduto globalmente, 4º in termini di vendite digitali e fisiche con oltre 2 milioni di copie, nel corso del 2020.

### Nord America
Nella Billboard 200 statunitense Folklore ha esordito in vetta alla classifica, segnando diversi record: oltre ad essere diventato il settimo disco della cantante ad aver raggiunto la prima posizione in madrepatria, essa è diventata la terza artista donna ad avere più album in prima posizione negli Stati Uniti, eguagliando Janet Jackson e posizionandosi dietro Barbra Streisand e Madonna; è diventata anche la prima artista ad aver collezionato sette debutti al numero uno, superando Beyoncé, Lady Gaga, Madonna e Britney Spears. Folklore ha inoltre segnato il miglior debutto per un album nel 2020 grazie 846 000 unità equivalenti distribuite nella sua prima settimana, di cui 615 000 sono vendite pure e 218 000 sono stream-equivalent units risultanti da 289,85 milioni di riproduzioni in streaming dei brani, facendo di Taylor Swift la prima artista in assoluto ad aver totalizzato sette album che hanno venduto oltre mezzo milione di copie nella loro prima settimana. Grazie alle riproduzioni in streaming il disco è diventato il secondo miglior debutto femminile dietro Thank U, Next di Ariana Grande, battendo il suo predecessore Lover. È poi rimasto in vetta per una seconda settimana consecutiva con 135 000 copie vendute, registrando un decremento complessivo dell'84% rispetto al suo debutto iniziale. Ha successivamente trascorso una terza e quarta settimana al primo posto, distribuendo rispettivamente altre 136 000 e 101 000 unità, divenendo il primo album di un'artista femminile dopo 25 di Adele del 2015 a rimanere in vetta per quattro settimane consecutive. È rimasto in vetta anche nella sua quinta settimana in classifica, con altre 98 000 unità vendute, uguagliando My Turn come album ad aver trascorso più settimane alla prima posizione nel 2020, oltre al primo a trascorrerle consecutivamente da Scorpion di Drake del 2018. Dopo essere sceso di alcune posizioni all'interno della classifica per due settimane, ha fatto ritorno al primo posto, conquistando una settima settimana non consecutiva in vetta e diventando il primo album del 2020 a raggiungere questo traguardo. Ciò ha reso Taylor Swift l'artista femminile con più prime posizioni in assoluto, battendo il record di Whitney Houston. Nella tredicesima settimana di permanenza in classifica è nuovamente ritornato alla prima posizione, estendendo il suo record come album del 2020 con più settimane in cima. È anche l'unico album dell'anno ad aver venduto almeno un milione di copie pure negli Stati Uniti.
Secondo la rivista Hits, folklore è il terzo album più venduto (per numero di unità equivalenti) negli Stati Uniti nel 2020.
Anche in Canada l'album ha esordito in prima posizione con 47 000 copie vendute, diventando anche qui il settimo album numero uno della cantante, registrando il secondo più grande debutto dell'anno e il migliore femminile da Courage di Céline Dion. Nel corso del 2020 ha totalizzato 175 000 unità vendute sul suolo canadese, di cui 62 000 copie pure, il numero più alto dell'anno nel paese. Di queste, 43 000 sono download digitali, una quantità maggiore di oltre il doppio rispetto al secondo album più scaricato dell'anno in Canada.

### Europa
Nella Official Albums Chart britannica il disco è entrato direttamente al primo posto, rendendo Swift la prima artista femminile del secolo ad accumulare cinque album numero uno. Nella sua prima settimana di disponibilità ha distribuito 37 060 copie, di cui 12 152 digitali e 24 050 provenienti dallo streaming, diventando il maggior debutto dell'anno digitale e il miglior esordio femminile del medesimo lasso di tempo in termini di streaming. Nella classifica ha venduto più del resto dei 99 album presenti combinati. Ha mantenuto la prima posizione per una seconda settimana consecutiva, grazie a 22 550 unità di vendita, di cui 8 830 fisiche, divenendo il primo disco di Swift a ripetere il primato settimanale tra gli album nel paese. Dopo aver venduto ulteriori 15 539 copie (tra cui 6 293 in formato fisico), è diventato il primo disco a trascorrere tre settimane in cima alla classifica da You're in My Heart: Rod Stewart with the Royal Philharmonic Orchestra di Rod Stewart, che ci era riuscito nel dicembre 2019. Situazione analoga in Irlanda, dove la cantante ha superato Madonna e Beyoncé ed è divenuta l'artista donna ad avere più album numero uno del secolo con cinque. Dopo essere stato detronizzato da True Love Waits dei Coronas, è tornato alla prima posizione durante la sua terza settimana di permanenza in classifica.

### Oceania
folklore ha debuttato in vetta alla ARIA Albums Chart nella settimana del 27 luglio 2020, diventando il sesto album della cantante a raggiungere la prima posizione in Australia e rendendola, insieme a Kylie Minogue e Pink, la seconda artista femminile ad averne di più, dietro solo Madonna. In Nuova Zelanda l'album è diventato il settimo di Swift a fare il suo ingresso al numero uno della classifica nazionale nella pubblicazione del 3 agosto 2020.

## Classifiche

### Classifiche settimanali
| Classifica (2020-21) | Posizione massima |
| -------------------- | ----------------- |
| Argentina            | 1                 |
| Australia            | 1                 |
| Austria              | 2                 |
| Belgio (Fiandre)     | 1                 |
| Belgio (Vallonia)    | 3                 |
| Canada               | 1                 |
| Corea del Sud        | 27                |
| Croazia              | 2                 |
| Danimarca            | 1                 |
| Estonia              | 1                 |
| Finlandia            | 1                 |
| Francia              | 12                |
| Germania             | 5                 |
| Giappone             | 11                |
| Grecia               | 1                 |
| Irlanda              | 1                 |
| Islanda              | 8                 |
| Italia               | 8                 |
| Lituania             | 2                 |
| Norvegia             | 1                 |
| Nuova Zelanda        | 1                 |
| Paesi Bassi          | 2                 |
| Polonia              | 8                 |
| Portogallo           | 2                 |
| Regno Unito          | 1                 |
| Repubblica Ceca      | 1                 |
| Slovacchia           | 4                 |
| Spagna               | 2                 |
| Stati Uniti          | 1                 |
| Svezia               | 3                 |
| Svizzera             | 1                 |
| Ungheria             | 7                 |

### Classifiche di fine anno
| Classifica (2020) | Posizione |
| ----------------- | --------- |
| Australia         | 2         |
| Austria           | 66        |
| Belgio (Fiandre)  | 30        |
| Canada            | 9         |
| Croazia           | 34        |
| Danimarca         | 36        |
| Germania          | 89        |
| Irlanda           | 7         |
| Norvegia          | 27        |
| Nuova Zelanda     | 7         |
| Paesi Bassi       | 46        |
| Portogallo        | 53        |
| Regno Unito       | 12        |
| Spagna            | 52        |
| Stati Uniti       | 5         |
| Svizzera          | 70        |
| Classifica (2021) | Posizione |
| Australia         | 20        |
| Belgio (Fiandre)  | 49        |
| Canada            | 14        |
| Danimarca         | 56        |
| Irlanda           | 18        |
| Nuova Zelanda     | 27        |
| Paesi Bassi       | 100       |
| Portogallo        | 80        |
| Regno Unito       | 38        |
| Spagna            | 70        |
| Stati Uniti       | 12        |
| Classifica (2022) | Posizione |
| Australia         | 25        |
| Belgio (Fiandre)  | 49        |
| Danimarca         | 93        |
| Nuova Zelanda     | 30        |
| Paesi Bassi       | 100       |
| Regno Unito       | 30        |
| Spagna            | 69        |
| Classifica (2023) | Posizione |
| Norvegia          | 30        |
| Portogallo        | 21        |
| Spagna            | 92        |
| Ungheria          | 82        |
| Classifica (2024) | Posizione |
| Croazia           | 15        |
| Portogallo        | 11        |

## Date di pubblicazione
| Paese       | Data di pubblicazione | Formato                      | Edizione                                   | Etichetta discografica             | Note    |
| ----------- | --------------------- | ---------------------------- | ------------------------------------------ | ---------------------------------- | ------- |
| Mondo       | 24 luglio 2020        | Download digitale, streaming | Standard                                   | Taylor Swift Productions           | [ 218 ] |
| Regno Unito | 4 agosto 2020         | CD                           | Deluxe                                     | Virgin EMI                         | [ 219 ] |
| Mondo       | 7 agosto 2020         | CD, MC                       | Deluxe                                     | Republic, Taylor Swift Productions | [ 220 ] |
| Giappone    | 7 agosto 2020         | CD                           | Standard                                   | Universal Japan                    | [ 221 ] |
| Giappone    | 7 agosto 2020         | CD+DVD                       | Special Edition                            | Universal Japan                    | [ 222 ] |
| Mondo       | 18 agosto 2020        | Download digitale, streaming | Deluxe                                     | Taylor Swift Productions           | [ 223 ] |
| Mondo       | 21 agosto 2020        | Download digitale, streaming | The Escapism Chapter                       | Taylor Swift Productions           | [ 224 ] |
| Mondo       | 24 agosto 2020        | Download digitale, streaming | The Sleepless Nights Chapter               | Taylor Swift Productions           | [ 225 ] |
| Mondo       | 27 agosto 2020        | Download digitale, streaming | The Saltbox House Chapter                  | Taylor Swift Productions           | [ 226 ] |
| Mondo       | 21 settembre 2020     | Download digitale, streaming | The Yeah I Showed Up to Your Party Chapter | Taylor Swift Productions           | [ 227 ] |
| Mondo       | 25 novembre 2020      | Download digitale, streaming | The Long Pond Sessions (Live)              | Taylor Swift Productions           | [ 228 ] |
| Mondo       | 27 novembre 2020      | LP                           | Deluxe                                     | Republic, Taylor Swift Productions | [ 229 ] |

## Riconoscimenti
- American Music Awards
  - 2020 – Album pop/rock preferito[230]

- ARIA Music Awards
  - 2020 – Miglior artista internazionale[231]

- BreakTudo Awards[232]
  - 2020 – Album dell'anno

- E! People's Choice Awards[233]
  - 2020 – Album dell'anno

- Danish Music Awards[234]
  - 2020 – Album internazionale dell'anno.

- Grammy Awards[235]
  - 2021 – Album dell'anno
  - 2021 – Candidatura al miglior album pop vocale